# لورین (اورگن)
لورین (به انگلیسی: Lorane) یک منطقهٔ مسکونی در ایالات متحده آمریکا است که در شهرستان لین، اورگن واقع شده‌است.